# Jellystone!
Jellystone! (od 2021) – amerykański serial animowany, stworzony przez Carla Greenblatta (twórcę m.in. seriali Chowder i Henio Dzióbek) oraz wyprodukowany przez wytwórnię Warner Bros. Animation.
Jellystone! jest pierwszym serialem, w którym występują wiele postaci z wytwórni Hanna-Barbera (m.in. Miś Yogi czy Pies Huckleberry) od czasu emisji Yo Yogi! z 1991 roku. Jest to również pierwsza produkcja od czasu zamknięcia studia Hanna-Barbera oraz pierwszy serial animowany bez założycieli studia Williama Hanna oraz Josepha Barbery, którzy umarli w 2001 oraz 2006 odpowiednio.
Premiera serialu odbyła się w Stanach Zjednoczonych 29 lipca 2021 w usłudze VOD HBO Max. W Polsce serial zadebiutował 27 grudnia 2021 na antenie Cartoon Network.

## Fabuła
Akcja serialu rozgrywa się w mieście Jellystone i opowiada o perypetiach misia Yogiego oraz innych bohaterów. Yogi pracuje jako lekarz i uważa, że jest najlepszy w całym szpitalu, ale niestety zapomina o pacjentach. Jego najlepsi przyjaciele miś Boo Boo i niedźwiedzica Cindy postanawiają sprowadzić go na ziemię. Oprócz nich w Jellystone mieszkają również piesek Augie i psi tata, burmistrz miasta pies Huckleberry oraz wiele innych postaci od wytwórni Hanna-Barbera.

## Spis odcinków

### Seria 1 (2021)
| Nr | Tytuł                                                         | Tytuł polski                                       | Premiera             | Premiera w Polsce |
| -- | ------------------------------------------------------------- | -------------------------------------------------- | -------------------- | ----------------- |
| 1  | Yogi’s Tummy Trouble / Gorilla in Our Midst                   | Żywieniowe rozterki Yogiego / Goryl pośród nas     | 29 lipca 2021        | 27 grudnia 2021   |
| 2  | Boo Boots / My Doggie Dave                                    | Kozackie kalosze / Mój mały Dave                   | 29 lipca 2021        | 28 grudnia 2021   |
| 3  | A Coconut to Remember / Grocery Store                         | Kokos zapomnienia / Zakupy                         | 29 lipca 2021        | 29 grudnia 2021   |
| 4  | Must Be Jelly / Cats Do Dance                                 | Żelatynowa pomoc / Koci taniec                     | 29 lipca 2021        | 30 grudnia 2021   |
| 5  | VIP Baby You Know Me / El Kabong’s Kabong is Gone             | Życie na poziomie / El Kabong stracił kabong       | 29 lipca 2021        | 31 grudnia 2021   |
| 6  | Mr. Flabby Dabby Wabby Jabby / Ice Ice Daddy                  | Pan Benek Fenek Lenek Zenek / Lodo-tata            | 29 lipca 2021        | 3 stycznia 2022   |
| 7  | DNA, A-OK! / Face of the Town!                                | DNA-raz-dwa! / Patron miasta                       | 29 lipca 2021        | 4 stycznia 2022   |
| 8  | Cattanooga Cheese Explosion / Squish or Miss                  | Pizzeria Cattanooga / Widmo rozpłaszczenia         | 29 lipca 2021        | 5 stycznia 2022   |
| 9  | Gotta Kiss Them All / Jelly Wrestle Rumble!                   | Buziak dla kumpla / Turniej Zapasów w Jellystone   | 29 lipca 2021        | 6 stycznia 2022   |
| 10 | A Fish Sticky Situation / A Town Video: Welcome to Jellystone | Rybne nieporozumienie / Film promocyjny Jellystone | 29 lipca 2021        | 7 stycznia 2022   |
| 11 | Spell Book                                                    | ---                                                | 21 października 2021 | nieemitowany      |